# Place du Pont-Morand
La place du Pont-Morand est une place de Nantes, en France.

## Situation et accès
Située à la limite entre les quartiers centre-ville et Hauts-Pavés - Saint-Félix la place du Pont-Morand, extrémité nord-est du cours des 50-Otages, en limite de l'Erdre, est à la jonction de la rue de Strasbourg par l'intermédiaire de la place du Port-Communeau qui la jouxte, et de la rue Paul-Bellamy. Elle est bordée, au nord, par l'allée des Tanneurs et le quai de Versailles, au sud, par l'allée d'Erdre et le quai Ceineray, et à l'est par l'esplanade des Cinq-communes-Compagnon-de-la-Libération.
Elle est traversée par une voie de circulation routière, et longée par le tracé de la ligne 2 du tramway.

## Origine du nom
La place doit son nom au général Charles Antoine Morand qui commanda la garnison de Nantes durant les Cent-Jours.

## Historique

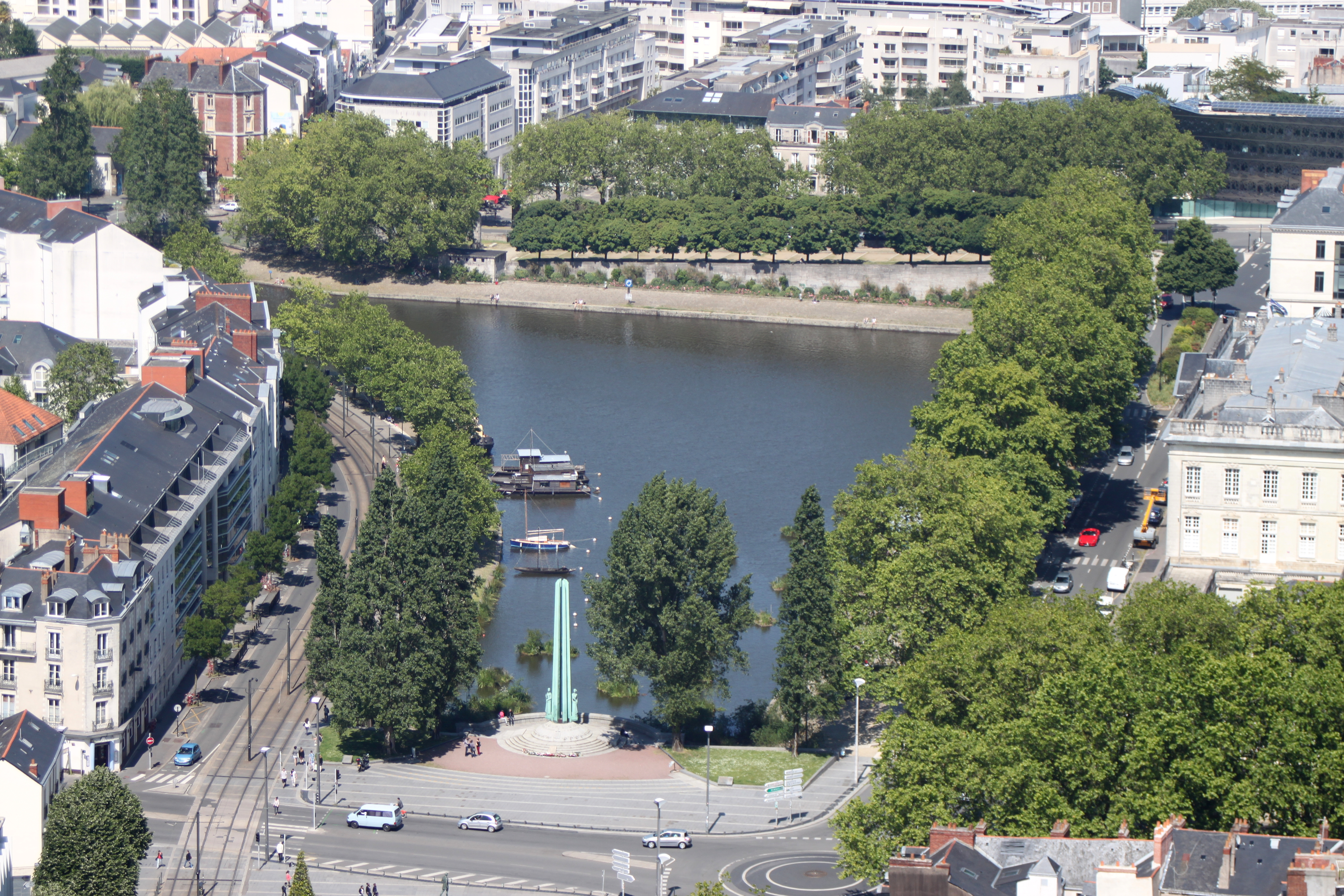
Vue de la tour Bretagne.

La place doit son nom à l'existence, avant le comblement partiel de l'Erdre, du « Pont-Morand », lui-même dénommé ainsi en mémoire de Sauveur-François Morand (1697-1773), chirurgien-major des Gardes françaises en 1739, et chirurgien en chef de l'hôpital de la Charité puis de l'hôtel des Invalides à Paris. Débaptisé à la Révolution, le pont est appelé « pont du Port-Communeau », puis il prend le nom d'un autre Morand, le général Charles Antoine Morand qui commanda la garnison de Nantes durant les Cent-Jours.
Avant les années 1930, le cours de l'Erdre se situe à l'emplacement de l'actuel cours des 50-Otages. Le quai d'Erdre et la place du Port-Communeau sont reliés à l'extrémité est du quartier du Bourgneuf par la chaussée des Moulins-Coutants, remplacée, en 1775, par un pont enjambant la rivière, baptisé « pont Morand ». Cet ouvrage en forme de dos d'âne comporte deux arches de dimensions différentes : au milieu se trouve une grande arche et, vers la rive droite, une plus petite. Un nouveau pont est construit en 1862,
. Celui-ci assure, dès lors, la liaison entre deux axes routiers importants : la route de Rennes (actuel boulevard Paul-Bellamy) et la rue de Strasbourg (ouverte cinq ans plus tard).
Lors du comblement partiel de la Loire et de l'Erdre, à partir de 1926, le pont Morand est choisi comme limite du nouveau cours de cette dernière. L'Erdre est comblée en 1938 à partir de cet endroit jusqu'à son ancienne embouchure sur la Loire. Une place occupe alors l'emplacement de l'ancien pont.
Inauguré le 22 octobre 1952, un monument en mémoire des 50 otages, dessiné par Marcel Fradin et sculpté par Jean Mazuet, est érigé sur l'« Esplanade des Cinq-communes-Compagnon-de-la-Libération », à l'est de la place, en bordure de l'Erdre,.
Le 2 avril 2006, l'esplanade des Cinq-communes-Compagnon-de-la-Libération est inaugurée sur une partie de la place du Pont-Morand.

## Bâtiments remarquables et lieux de mémoire
Inauguré le 22 octobre 1952, le monument aux 50-Otages, dressé en hommage aux cinquante otages détenus en représailles après la mort de Karl Hotz (48 d'entre eux ont été exécutés), se compose d'une flèche, couverte de métal et formée par quatre aiguilles (ou glaives,), autour de laquelle sont disposées deux statues de cuivre fondu représentant des femmes : celle de droite symbolise la Résistance dégainant une épée cachée sous son manteau ; l'autre symbolise la France renaissante tenant un épi de blé ; l'ensemble repose sur un socle de granit bleu,,.

## Voies secondaires

### Esplanade des Cinq-communes-Compagnon-de-la-Libération
Localisation : 47° 13′ 14″ N, 1° 33′ 17″ O
L'espace situé à l'est de la place du Pont-Morand, entre celle-ci et l'Erdre, a été dénommé le 2 avril 2006, Esplanade des Cinq-communes-Compagnon-de-la-Libération, car Nantes fut en 1941, la première des cinq communes (avant Paris, Île-de-Sein, Grenoble et Vassieux-en-Vercors) à devenir membre des Compagnons de la Libération. L'esplanade, au centre de laquelle se dresse le monument aux 50-Otages, est encadrée par deux groupes de trois peupliers noirs plantés sur un espace engazonné.